# Simbaci (III) Bagratuní
Simbaci (III) VI Bagratuní (en armeni Սմբատ Զ Բագրատունի) va ser nakharar i príncep d'Armènia de l'any 691 al 727. Era fill de Varaz-Tirots III, net de Simbaci, besnet d'Asoci II (príncep d'Armènia) i rebesnet de Simbaci II d'Armènia V Bagratuní. El personatge d'aquest article i el darrer Simbaci II apareixen com un de sol en les fonts (R. Grousset per exemple) el que s'explicaria perquè Simbaci (III) VI i Simbaci II-V eren fills d'un Varaz-Tirots (III i II respectivament). Degut a això s'identifica al següent Simbaci com Simbaci III (quan hauria de ser IV) i VI Bagratuní (quan hauria de ser VII). Així la línia de Bagràtides queda així:
- Simbaci I d'Armenia i IV Bagratuní (mort l'any 616), marzban d'Armènieai d'Hircània entre els anys 604 i 611 aproximadament.
  - Varaz-Tirots II Bagratuní (mort el 645), fill de l'anterior, marzban d'Armènia entre el 628 i el 634, príncep d'Armènia en 645.
    - Simbaci II d'Armènia i V Bagratuní (es desconeix quan va morir), fill, príncep d'Armènia, que va exercir el poder del 645 al 653.
      - Asoci II Bagratuní (mort el 690), fill, príncep d'Armènia del 685 al 689.
        - Simbaci (mort el 705), fill
          - Varaz-Tirots III Bagratuní (mort el 670), fill de Simbaci V-II
            - Simbaci III d'Armenia i VI Bagratuní (mort el 726), fill, governador-príncep d'Armènia del 691 al 705.
- Asoci III Bagratuní el Cec (mort el 761), fill de Vasaces Bagratuní i possible nebot de Simbaci III-VI, príncep d'Armènia del 732 al 748.
  - Simbaci IV d'Armènia i VII Bagratuní (mort el 775), fill, sparapet de l'any 753 al 775, generalíssim del 771 al 772.
    - Asoci IV Msaker (mort el 826), fill, príncep dels prínceps d'Armènia del 806 al 826.

## Biografia
Simbaci (III) va estar al servei de l'Imperi Romà d'Orient i el 691 l'emperador Justinià II Rinotmet el va nomenar governador d'Armènia en substitució de Narses Camsaracà, amb Symbatios, un grec, com a patrici al seu costat.
Per venjar-se dels romans d'Orient que el 635 l'havien torturat, quant va tenir el poder es va passar al camp musulmà i va cridar els àrabs, que van enviar un exèrcit dirigit per Muhammad Ibn-Merwan que va restablir el domini del Califa. Els àrabs van designar prefectes per controlar el país. Muhammad va ser derrotat pels khàzars vinguts del Caucas, però el seu nebot Maslama els va poder rebutjar. Symbatios va entregar el país sense lluita. L'any 695 Muhammad va tornar a Síria i va deixar com ostikan (governador) al seu lloctinent Abdallah Ibn-Hatim al-Bahili.
Tiberi III va enviar un altre exèrcit, potser l'any 696, i es va produir una batalla de resultat incert prop d'un lloc anomenat Paik probablement no gaire lluny d'Erzurum entre els romans d'Orient i Simbaci. Ambdós exèrcits es van retirar.
En una data indeterminada als voltants de l'any 697 Abdallah va fer empresonar a molts nakharark i ixkhans, es va apoderar dels seus tresors i de les seves terres. Simbaci II i el patriarca Isaac III van ser enviats a Damasc.
Alliberat Simbaci II i retornat a Armènia cap`a l'any 698, va passar al camp romà d'Orient i va organitzar una revolta nacional. Els nakharark que el van secundar es van concentrar a Akori. Al seu costat hi havia son germà Asoci II Bagratuní, Simbaci III Bagratuní de Baspracània, fill d'Asoci I Bagratuní, i Vard Reixtuní, fill de Teodor Reixtuní. Un exèrcit àrab va atacar els revoltats quan partien en direcció a la frontera romana d'Orient, a la vila de Vardanakert, prop d'Akori. El fred no deixava combatre els àrabs i dos mil armenis van aplanar l'exèrcit musulmà, molt més nombrós. Els soldats es van escapar cap a l'Araxes que van travessar perquè estava gelat, però es va trencar el gel i la majoria van morir. Només 300 van retornar a la seva base a Siunia on la princesa Shushan els va acollir i quan va arribar Simbaci, que els volia, va aconseguir que els deixés lliures. Simbaci llavors va enviar la notícia a la cort de Constantinoble de la que es va declarar vassall, amb regals, i va ser reconegut curopalata cap a l'any 700.
Possiblement el mateix any, una expedició àrab que havia entrat a Baspracània va ser derrotada a Kugank per Vard Reixtuní, i una expedició dirigida per Othman Ibn-Walid Ibn-Oqba al Vanand va quedar desfeta pels Camsaracans. Però per por de les represàlies àrabs Simbaci II es va retirar al Taik, on es va establir a la fortalesa de Tukharq, prop de la frontera romana d'Orient. El Califa Abd al-Malik va enviar els seus lloctinents Muhammad Ibn-Merwan i Uqba a Armènia. Els nakharark es van rendir sense lluita, als voltants de l'any 702.
El patriarca Isaac III que va anar a veure al califa per intercedir, va morir durant el viatge, l'any 703. Però les seves súpliques van servir perquè no hi hagués represàlies. Elia d'Ardjesh, bisbe de Beznunik va ser elegit nou patriarca (703-717). Llavors el patriarca d'Aghuània (el seu nom apareix com Bakur i com Narses) es va separar de l'església armènia i es va decantar cap a les doctrines de la cristologia calcedoniana, amb el suport de la princesa d'Aghuània Sprahm. Elia d'Ardjesh, amb el suport del califa i del senyor local d'Aghuània Sheroe, va anar a Bardaa, va deposar Bakur o Narses al que va arrestar junt amb Sprahm i els va enviar a Damasc. Un sínode va nomenar un nou patriarca a Aghuània.
L'any 705 el nou califa Abd al-Walid va decidir eliminar els nakharark. Simbaci II, assabentat del projecte, va demanar ajut a l'Imperi Romà d'Orient. Les forces gregues i de Simbaci es van ajuntar i van avançar cap a Vanand però Muhammad Ibn-Merwan les va derrotar prop de Drakhpet. El califa va encarregar llavors l'eliminació dels nakharark al governador de Nakhtxivan, Qasim. Va fer cridar 1200 nakharark i per sorpresa els va tancar a una església de Nakhichevan i una de Khram (al sud de Nakhichevan, a la riba de l'Araxes) a les que va calar foc. Entre els morts cal esmentar a Simbaci III Bagratuní de Baspracània, Grigor i Kurion Arzeruni i Varaz-Shapuh Amatuni. Els seus fills van ser portats a Damasc per ser educats sota la fe musulmana l'any 706. Simbaci II va marxar a territori romà d'Orient i es va instal·lar a Poti a la Còlquida, on va morir. Cap a l'any 706 el govern, que havia exercit Muhammad Ibn-Merwan va ser confiat a Abd Allah Ibn-Hatim al-Bahili.
Simbaci va deixar diversos fills que no van tenir cap paper a la historia. Va tenir també probablement tres germans: Asoci (que ho era segur), Vasaces i Bagrat. La direcció de la família va passar als fills d'aquests dos darrers: Asoci Bagratuní III i Isaac Bagratuní III.